# Grosser Preis des Kantons Aargau 1998
Il Grosser Preis des Kantons Aargau 1998, trentacinquesima edizione della corsa, si svolse il 3 maggio su un percorso di 196 km, con partenza e arrivo a Gippingen. Fu vinto dall'italiano Michele Bartoli della Asics-CGA davanti al russo Sergej Ivanov e allo svizzero Oscar Camenzind.

## Ordine d'arrivo (Top 10)
| Pos. | Corridore          | Squadra               | Tempo    |
| ---- | ------------------ | --------------------- | -------- |
| 1    | Michele Bartoli    | Asics-CGA             | 4h49'26" |
| 2    | Sergej Ivanov      | TVM-Farm Frites       | s.t.     |
| 3    | Oscar Camenzind    | Mapei-Bricobi         | s.t.     |
| 4    | Stefano Garzelli   | Mercatone Uno-Bianchi | s.t.     |
| 5    | Markus Zberg       | Post Swiss Team       | s.t.     |
| 6    | Filippo Casagrande | Scrigno-Gaerne        | s.t.     |
| 7    | Paolo Lanfranchi   | Mapei-Bricobi         | s.t.     |
| 8    | Andrej Teterjuk    | Lotto-Mobistar        | s.t.     |
| 9    | Luc Leblanc        | Team Polti            | s.t.     |
| 10   | Pascal Richard     | Casino                | s.t.     |